# Not Two Records
Not Two Records is een Pools platenlabel, waarop jazz en freejazz uitkomt. Het werd in 1998 opgericht door Marek Winiarski, eerder medeoprichter van GOWI Records.
Musici die op het label uitkwamen zijn onder meer Leszek Kułakowski, Karolina Styła, Jacek Kochan, Grzegorz Karnas, Marcin Oles, David Murray, Ken Vandermark, Sirone, Satoko Fujii, een trio met Daniel Carter, Joe Giardullo, Mike Pride, Anthony Braxton (met Chris Dahlgren), Steve Swell, Michael Marcus, Dominic Duval, ROVA Saxophone Quartet, Matthew Shipp, Charles Gayle, Michael Bisio, Whit Dickey, Scott Fields, Joe McPhee en een trio met André Goudbeek.